# 네스트베드 BK

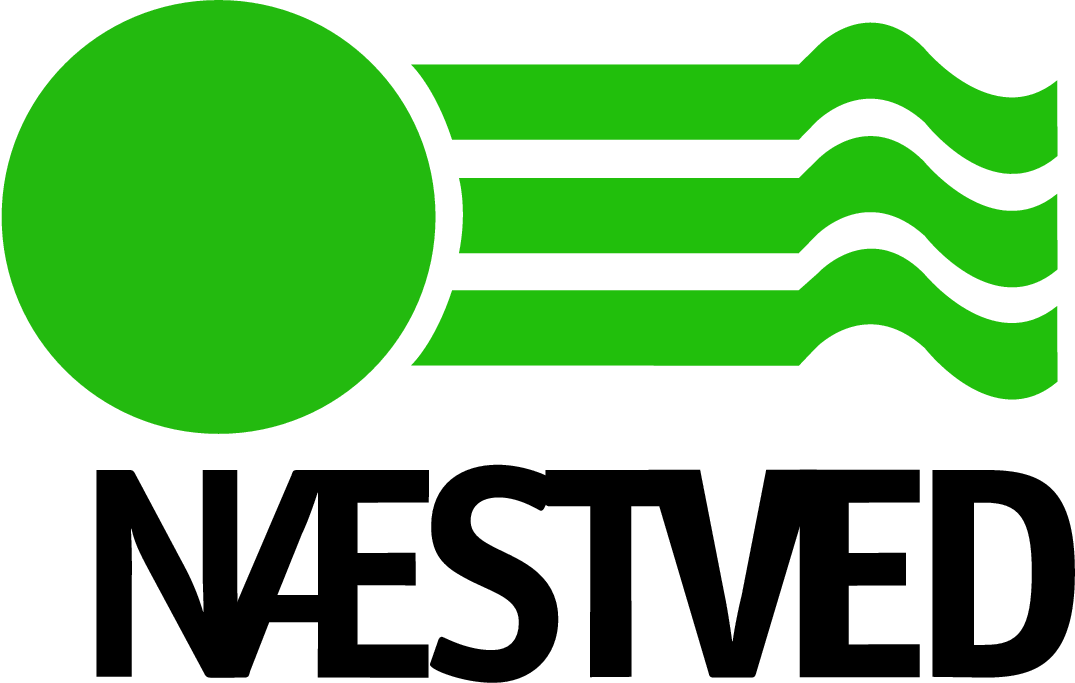

네스트베드 BK(덴마크어: Næstved BK)는 네스트베드를 연고로 하는 덴마크의 축구 클럽이다. 현재는 덴마크의 3부 축구 리그인 덴마크 세컨드 디비전에 참가하고 있다.

## 선수 명단

### 현역
참고: FIFA 자격 규정에 따라 소속된 국가대표팀 국기를 표시합니다. 선수는 복수의 FIFA 비회원국 국적을 가지고 있을 수 있습니다.
| 번호 | 포지션 | 국적 | 이름                |
| ---- | ------ | ---- | ------------------- |
| 9    | FW     |      | 프레데릭 크리스텐센 |

| 번호 | 포지션 | 국적 | 이름        |
| ---- | ------ | ---- | ----------- |
| 29   | MF     |      | 안젤로 네메 |

## 역대 감독
| 감독          | 임기   |
| ------------- | ------ |
| 이반 닐센     | 1993   |
| 르네 스코브달 | 2024 ~ |